# William Edward Parry
William Edward Parry, född 19 december 1790 i Bath, död 8 juli 1855 i Bad Ems, var en engelsk sjöofficer och polarforskare.
Parry tjänstgjorde 1811 på en fregatt, som utgick till skydd för engelska valfångare vid Spetsbergen. År 1818 fick han befälet på Alexander, ett av de två fartyg, med vilka Sir John Ross samma år företog sin fruktlösa expedition för att hitta Nordvästpassagen. Därefter ledde Parry själv tre expeditioner i samma syfte: 1819–1820, då han med Griper och Hecla lyckades framtränga genom Baffinbukten och Lancastersundet till Barrowsundet och vidare till Melvilleön, där han övervintrade, men varifrån han återvände hem efter ett fåfängt försök att bryta sig igenom till Berings sund, samt ytterligare 1821–1823 och 1824–25, båda gångerna utan att nå sitt mål.
Han utgav själv beskrivningar över dessa färder och även över ett försök, som han 1827 gjorde att framtränga mot Nordpolen med båtar som kunde appliceras till slädar. Parry passerade Sjuöarna och nådde ända upp till 82° 45’ n. br. Sedermera utgavs även en samlad upplaga av dessa beskrivningar, Four voyages to the North pole (5 band, 1833). Hans resa 1819–1820 tillskyndade honom ett pris av 5 000 pund. 1829 fick han riddarvärdighet. Sistnämnda år avgick han till New South Wales som australiska jordbrukskompaniets kommissarie, men återvände hem 1834 och skickades därefter av amiralitetet till åtskilliga särskilda uppdrag.